# Ellos Group
Ellos Group AB es una empresa sueca de moda con sede en Borås que opera en los países nórdicos y Rusia. Su accionista mayoritario es Nordic Capital Fund VII, tiene aproximadamente 800 empleados y su facturación en 2013 fue de 2300 millones de coronas suecas.
El grupo Ellos tiene actualmente tres marcas: Ellos, Jotex y Stayhard.

## Historia
Ellos fue fundada por Olle Blomqvist y Lars Gustavsson en 1947. En principio quisieron llamarla "LO:s" pero no se les permitió, así que decidieron llamarla "Ellos" que viene de escribir "Olle" al revés y añadirle una "s" al final.
La empresa se mudó en V1978 a Viared, a 10 kilómetros de Borås. El rey Carlos XVI Gustavo de Suecia inauguró las nuevas instalaciones. En la década de los 80 se estableció en Noruega y Finlandia. En 1988 la empresa sueca ICA adquirió Ellos. En 1996 fue adquirida por la empresa Josefssons.